# Центральна геофізична обсерваторія
Центральна геофізична обсерваторія імені Бориса Срезневського (ЦГО імені Бориса Срезневського) — дослідницько-спостережний заклад, заснований у 1855 році як метеорологічна обсерваторія при Київському університеті Святого Володимира.

## Загальний опис
ЦГО імені Бориса Срезневського є головною гідрометеорологічною організацією з питань методичного керівництва проведення метеорологічних, геліогеофізичних, аерологічних, гідрологічних спостережень та спостережень за хімічним і радіоактивним забрудненням навколишнього природного середовища. Здійснює збір, обробку, систематизацію, аналіз та узагальнення даних спостережень і підготовку матеріалів для їх використання та подальшого зберігання в галузевому державному архіві матеріалів гідрометеорологічних спостережень (ГДА МГС) Державної служби України з надзвичайних ситуацій, Положення якого було затверджено спільним наказом Міністерства юстиції та Міністерства внутрішніх справ України від 03.11.2016 № 3164/5/1153.
ЦГО імені Бориса Срезневського є найбільш функціонально розгалуженою методичною організацією гідрометеорологічної служби України, яка керує майже всією її спостережною мережею (крім авіаційної, агрометеорологічної, озерної та морської). Згідно зі ст. 12 Закону України «Про гідрометеорологічну діяльність»[1], обсерваторія займає чільне місце в ієрархії керування державною гідрометеорологічною мережею після органу державної виконавчої влади, який реалізовує політику в галузі гідрометеорології. За розгалуженістю функцій вона не має аналогів у Європі.

## Історія
Ідею створення метеорологічної обсерваторії у Києві було висловлено в травні 1844 року у листі Санкт-Петербурзької академії наук до попечителя Київського навчального округу. «… основать при тех  из гимназий и школ, при которых почтется это за лучшее, метеорологические обсерватории и учредить в самом Киеве центральное заведение такого же рода, откуда наблюдатели станций могли бы в это же время получать наставления и сведения, которые им необходимы…». 20 грудня того ж року лист було розглянуто на засіданні ради університету і прийнято рішення про необхідність організації обсерваторії під керівництвом професора фізики Е. Кнорра.
8 липня 1848 року радою університету вирішено розташувати невелику окрему споруду метеорологічної обсерваторії у Ботанічному саду.
19 липня 1848 року архітектор В. Беретті отримав наказ ректора про підготовку проєкту та кошторису будівлі.
18 травня 1851 року розпочалося будівництво, яке тривало до літа 1854 року, і ще майже рік тривало її спорядження та укомплектування. 19 квітня 1855 року розпочалися регулярні (3 рази на добу) метеорологічні спостереження. Офіційне ж відкриття обсерваторії відбулося 15 травня 1855 року.
У листопаді 1921 року Рада Народних Комісарів УРСР прийняла декрет про створення Української Метеорологічної Служби — Укрмету. Усім відомствам було заборонено мати окрему від Укрмету службу погоди. Обсерваторія Київського університету також увійшла до цієї мережі.
У 1925 році обсерваторія була реорганізована в магнітометеорологічну і передана в підпорядкування до Укрнауки.
З 1929 року обсерваторія перейменована в геофізичну та увійшла до складу щойно створеної гідрометеорологічної служби УРСР. З цього моменту метеорологічна обсерваторія та її історична будівля, для створення та функціонування якої в XIX столітті доклали великих зусиль вчені і адміністрація Київського університету Святого Володимира, була фактично втрачена університетом. До кінця 1930-х років в обсерваторії проводилися метеорологічні спостереження та наукові дослідження.
У роки Другої світової війни гідрометеорологічні спостереження проводились, лише з вересня по середину листопада 1943 року були перерви у метеорологічних спостереженнях. У повоєнні роки в будівлі розташовувалися різні гідрометеорологічні підрозділи, а у 1959—1964 роках споруду використовувала Київська гідрометеорологічна обсерваторія (нині — ЦГО імені Бориса Срезневського).
У 1964 році для цієї обсерваторії побудовано нове приміщення на проспекті Науки, а в будівлі по вулиці Гетьмана Павла Скоропадського, 14 розташувався обчислювальний центр Управління гідрометеорологічної служби УРСР та метеостанція Київ.
З кінця 1989 року будинок обсерваторії використовувався Київським радіоекологічним відділенням НВО «Тайфун» Держкомгідромету СРСР, а в 1992 році за розпорядженням Кабінету Міністрів України він був переданий УААН для розміщення інституту радіоекології. Згодом історичну будівлю, яка належить до «Пам'яток архітектури», було реконструйовано і перетворено на розважальний заклад.

## Сучасний етап

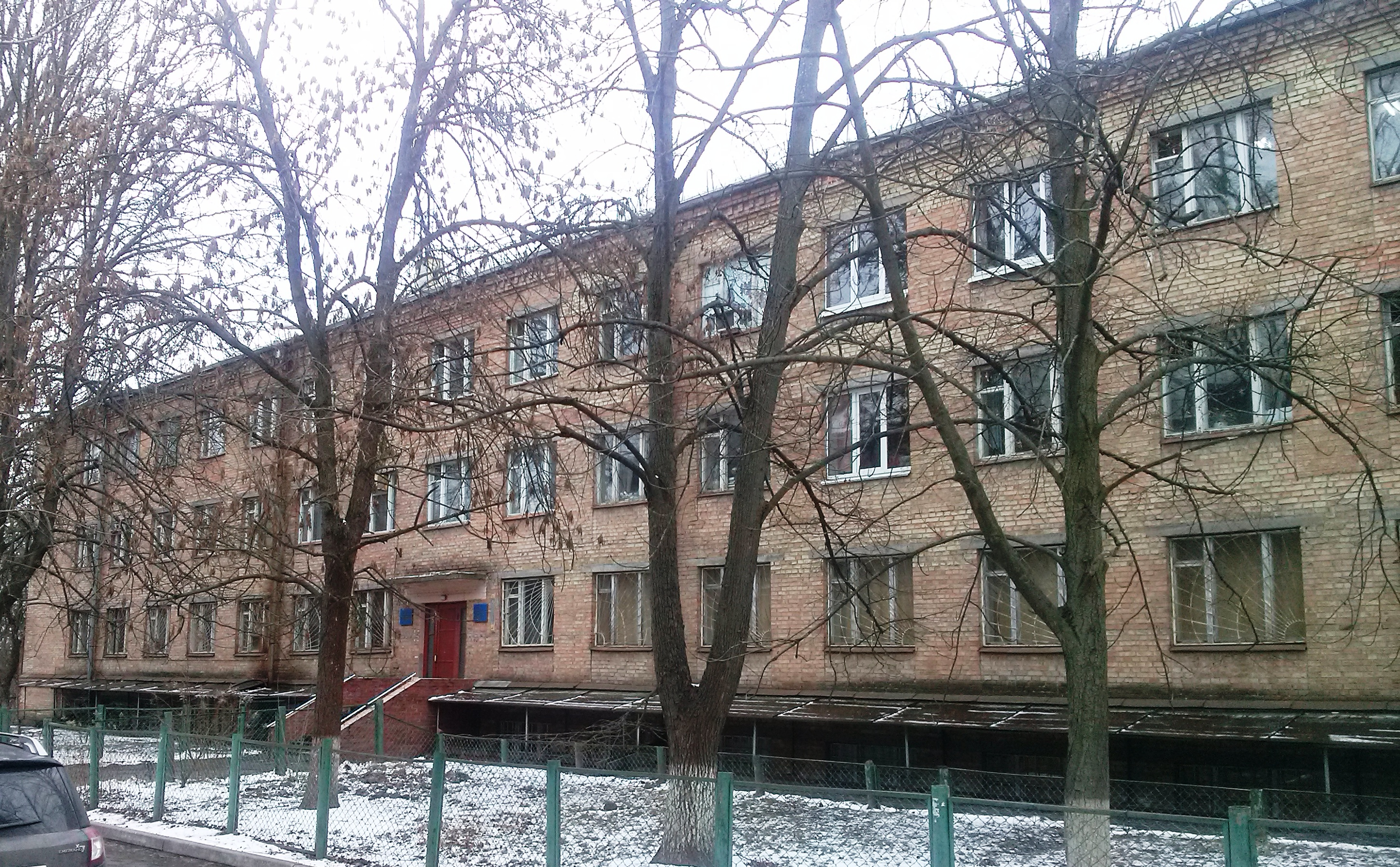
Будівля обсерваторії

Нині геофізична обсерваторія (нинішня назва з 1996 року) знаходиться на проспекті Науки.
З грудня 2005 року входить до структури управління Державної служби України з надзвичайних ситуацій. На базі обсерваторії щорічно проходять практику десятки студентів — майбутніх гідрологів, метеорологів, екологів. Дані архіву широко використовуються при написанні курсових, бакалаврських, кандидатський дисертацій та різних наукових робіт.
З 1964 р. Центральна геофізична обсерваторія імені Бориса Срезневського (сучасна назва з 1996 року) розташована на проспекті Науки, 39, корпус 2. З грудня 2005 року входить до сфери управління центральних органів виконавчої влади України з надзвичайних ситуацій (МНС, з 2013 р. ДСНС України).
З 1989 р. обсерваторія має самостійний фінансовий баланс, веде договірну діяльність, яка дозволяє зменшувати негативні наслідки недостатнього бюджетного фінансування.
Виробничо-методичні відділи обсерваторії займаються отриманням і систематизацією, узагальненням результатів гідрометеорологічних спостережень та моніторингу хімічного і радіаційного забруднення України, розробленням та контролем за дотриманням методичних засад проведення спостережень.
На базі метеорологічних даних спостережень всіх станцій і постів державної гідрометеорологічної служби України складаються щомісячники і щорічники. Спільно з Українським гідрометцентром щорічно готується Огляд погоди та стихійних гідрометеорологічних явищ на території України.
За матеріалами щорічних спостережень у 2005 р. підготовлено електронну версію Кліматичного кадастру України. Постійно здійснюється оновлення кліматичної бази спостережень метеостанцій України.
На основі регулярних спостережень гідрологічної мережі України, щорічно за басейновим принципом готуються три випуски «Щорічних даних про режим та ресурси поверхневих вод суші». (Річки і канали та Озера і водосховища).
У 2012 році підготовлено довідники «Багаторічні дані про режим та ресурси поверхневих вод суші». Річки і канали, 2001—2010 рр. і «Багаторічні дані про режим та ресурси поверхневих вод суші». Озера та водосховища, 1981—2010 рр.
Щорічно готуються Матеріали спостережень за випаровуванням з водної поверхні.
Щорічно з 1986 р. складається звіт «Радіоактивне забруднення території України». Щомісячно готуються довідки для обласних гідрометцентрів, МОЗ, Держатомрегулювання України та ДСП «Чорнобильський спецкомбінат» про стан радіоактивного забруднення повітря та поверхневих вод України за даними спостережень мережі державної гідрометеорологічної служби.
Для Мінприроди України готуються «Огляди про стан забруднення природного середовища на території України за даними спостережень мережі гідрометслужби». Крім того, щорічно оновлюється огляд стану забруднення атмосферного повітря на території України за останні 5 років. За басейновим принципом готуються три випуски Щорічних даних якості поверхневих вод суші на території України. Також готуються гідробіологічні щорічники та щорічники забруднення ґрунтів. Крім цих інформаційних матеріалів, готуються місячні, квартальні, піврічні узагальнені довідки про результати моніторингу забруднення природного середовища в Україні.
Починаючи з 2005 року, відновлено випуск «Праць Центральної геофізичної обсерваторії», який щорічно друкується напередодні Дня обсерваторії і розсилається всім гідрометеорологічним організаціям.
На базі обсерваторії щорічно проходять практику десятки студентів — майбутніх гідрологів, метеорологів, екологів. Підтримуються традиційні науково-виробничі зв'язки з Київським національним університетом імені Тараса Шевченка, зокрема кафедрою гідрології та гідроекології та кафедрою метеорології і кліматології географічного факультету.
У листопаді 2001 р. на профспілковій конференції колективу директор ЦГО імені Бориса Срезневського Косовець О. О. висунув пропозицію встановити професійне свято гідрометеорологів «День працівників гідрометеорологічної служби». За підтримки голови Держгідромету Ліпінського В. М. ця пропозиція була реалізована у відповідному Указі Президента України № 208/2003, який видано 11 березня 2003 року. Таким чином в Україні вперше у світі гідрометеорологи отримали своє професійне свято.
У 2017 р. ЦГО присвоєно ім'я відомого вченого Бориса Срезневського (наказ Міністерства внутрішніх справ України № 739 від 30.08.2017 р.).
Зважаючи на вклад обсерваторії в розвиток української гідрометеорології з 2003 року у кожну третю п'ятницю травня відзначається корпоративне свято «День обсерваторії». Час відзначання вибрано з врахуванням відкриття метеорологічної обсерваторії у травні 1855 року. Під час відзначення 155-ї річниці створення обсерваторії вперше Василь Волощук, заслужений артист України, соліст ансамблю МНС України виконав «Пісню гідрометеорологів», яка є неофіційним гімном гідрометслужби України. Слова пісні написав Олекса Баришівський, музику — Євген Пухлянка. В штаті обсерваторії та підпорядкованих гідрометеорологічних станцій працює 31 фахівець, які у свій час були удостоєні галузевої відзнаки — «Почесний працівник гідрометслужби України».

## Структура
До складу обсерваторії входять 11 відділів:
- Відділ метеорології;
- Відділ кліматології;
- Відділ гідрології та державного водного кадастру;
- Відділ радіаційно-екологічного контролю;
- Відділ спостережень за станом хімічного забруднення;
- Відділ інформації про стан забруднення природного середовища;
- Відділ техніки;
- Відділ господарського забезпечення;
- Відділ кадрів;
- Відділ планування та нормування робіт;
- Відділ бухгалтерського обліку.

Структурним підрозділом також є Галузевий державний архів матеріалів гідрометеорологічних спостережень (ГДА МГС), створений відповідно до Постанови КМУ від 26.10.2015 р. № 862, який є наступником галузевого державного архіву гідрометслужби, створеного на виконання Постанови КМУ від 31.07.1995 р. № 570. Дані архіву широко використовуються у розрахунках при проєктуванні та будівництві житлових будинків, промислових об'єктів, гідротехнічних споруд, транспортних магістралей, впровадженні альтернативних джерел енергії, написанні курсових, бакалаврських, кандидатських та докторських дисертацій та різних наукових робіт.
Крім цього, обсерваторії безпосередньо підпорядковані агрометеостанція Миронівка, гідрологічна станція Київ, об'єднані гідрометстанції Баришівка, Вишгород, Київ, а також метеостанції Біла Церква, Бориспіль, Тетерів, Фастів, Чорнобиль і Яготин.

## Керівники
- 1855-1858 Кнорр Ернест Августович, професор, перший завідувач обсерваторії.
- 1858—1865 Тализін Матвій Іванович, професор. Під час його керівництва у 1863 році почали публікуватись результати метеорологічних спостережень у щомісячному університетському виданні.
- 1865—1885 Авенаріус Михайло Петрович, професор. Двадцятирічний період його діяльності характеризувався розширенням об'єму спостережень, створенням Київської школи метеорологів, публікаціями наукових робіт та досліджень.
- 1885—1891 Жук Кассіян Миколайович, хранитель фізичного кабінету.
- 1891—1896 Броунов Петро Іванович, засновник школи агрометеорології в Російській імперії.
- 1896—1915 Косоногов Йосип Йосипович, пізніше дійсний член АН УСРР.
- 1916—1919 Бялобржевський Чеслав Тадейович
- 1919 Фомін Олександр Васильович
- 1920 Половко Іван Кирилович
- 1920—1934 Срезневський Борис Ізмаїлович, професор Дерптського університету (1894—1918), академік ВУАН з 1920 р.
- 1934—1937 Половко Іван Кирилович, Богатир Тимофій Кирилович (пізніше начальник гідрометслужби Української РСР (1940—1973 рр.)
- 1937—1941 Гельмгольц Микола Федорович, Пінус Наум Зіновийович, Лічікакі Василь Миколайович, Федосеєв Олександр Петрович
- 1941—1943 Заматохіна Зінаїда Захарівна (під час окупації)
- 1944—1953 Попов Валентин Петрович, Андрійченко Павло Йосипович, Данільцев Ілля Іванович, Бучинський Іван Євстафійович.
- 1953—1956 — не існувала, як самостійна організація — на базі Київської геофізичної та Київської науково-дослідної гідрологічної обсерваторій створено Український науково-дослідний гідрометеорологічний інститут. Геліофізичні та метеорологічні постереження здійснювалися на метеостанції Київ, а методичні відділи обсерваторії на цей період тимчасово перейшли до складу Управління гідрометслужби Української РСР. У 1956 році обсерваторія відновила своє функціонування як Київська гідрометеорологічна (з 1973 р. — Українська гідрометеорологічна).
- 1956—1957 Лапа Іван Зіновійович
- 1957—1965 Мороз Олександр Аверьянович
- 1965—1971 Приходько Олександр Павлович
- 1971—1976 Шмаков Валентин Михайлович
- 1976—1981 Гальченко Михайло Сергійович
- 1981—1983 Падун Микола Миколайович
- 1983—1988 — не існувала, як самостійна організація — на базі обсерваторії та Українського бюро погоди створено Гідрометцентр Українського управління з гідрометеорології та контролю природного середовища Держкомгідромету СРСР.

З 1 жовтня 1988 році обсерваторія продовжує своє функціонування як Український центр по радіаційних і гідрометеорологічних спостереженнях (з 01.05.1992 р. Республіканський центр спостережень за станом природного середовища, з 01.05.1996 р. — Центральна геофізична обсерваторія).
- 1988 — Косовець Олександр Олександрович, почесний працівник гідрометслужб України (2000) та Росії (2006), член колегії Держкомгідромету України (1992—2000), голова робочої групи з моніторингу забруднення природного середовища Міждержавної ради з гідрометеорології країн СНД (1992—2014), член Вченої Ради Українського географічного товариства (з 2000 р.)
- з липня 2021 р. і по сьогоднішній час — Куций Андрій Володимирович.

## Нагороди та відзнаки
1967 р. — Почесна грамота Управління гідрометслужби УРСР і Українського республіканського комітету профспілки авіапрацівників за високі показники в роботі з обслуговування народного господарства.
1970 р. — Пам'ятне свідоцтво Головного управління гідрометслужби при Раді Міністрів СРСР та Центрального комітету профспілки авіапрацівників за успішне виконання соціалістичних зобов'язань та плану оперативно-виробничої діяльності.
1972 р. — Свідоцтво колективу-переможця соціалістичного змагання за досягнення високих показників у виконанні планових завдань (присуджено друге місце серед аналогічних організацій гідрометслужби СРСР).
1973 р. — Диплом третього ступеня Головного комітету Виставки передового досвіду в народному господарстві Української РСР.
1977 р. — Диплом другого ступеня Виставки досягнень народного господарства Української РСР за високі показники в роботі
1981 р. — Свідоцтво колектива-переможця соціалістичного змагання за досягнення високих показників у виконанні планових завдань, високу ефективність та якість роботи (присуджено третє місце серед аналогічних організацій Держкомгідромету СРСР)
1990 р. — Диплом третього ступеня Головного комітету Виставки досягнень народного господарства Української РСР за успіхи в економічному і соціальному розвитку Української РСР
2003 р. — Диплом за активну роботу на VI Міжнародній виставці-ярмарці в рамках 5 загальноєвропейської конференції Міністрів «За чисте довкілля Європи».
2006 р. — Грамотою Верховної Ради України «За заслуги перед Українським народом» з нагоди 150-річчя з дня заснування.
2006 р. — Почесна грамота МНС України за активне співробітництво з МНС України у сфері подолання наслідків Чорнобильської катастрофи та з нагоди 150-річчя.
2006 р. — Подяка Голови Голосіївської районної в м. Києві ради за сумлінну самовіддану працю і якісне інформаційне забезпечення суспільних потреб у поточній та історичній гідрометеорологічній інформації органів місцевого самоврядування і населення Голосіївського району та з нагоди 85-річчя Державної гідрометеорологічної служби.
2008 р. — Диплом учасника VI Міжнародного водного форуму «AQUA UKRAINE».
2010 р. — Грамота Державного комітету України по водному господарству за плідну співпрацю з питань гідрометеорологічних спостережень і спостережень за станом забруднення навколишнього природного середовища та з нагоди 155-ї річниці ЦГО.
2010 р. — Грамота Українського гідрометцентру за вагомий вклад в систему гідрометеорологічних спостережень і діяльності Українського гідрометцентру та з нагоди 155-річчя з дня заснування.
2011 р. — Почесна грамота Громадської ради при Закарпатській обласній державній адміністрації за активну дієву допомогу в роботі гідрометеорологічної служби, контролю за забрудненням навколишнього середовища Закарпаття та з нагоди 90-річчя утворення національної гідрометеорологічної служби та 175-річчя початку проведення регулярних метеорологічних спостережень на території України.
2014 р. — Подяка за багаторічну плідну співпрацю та вагомий внесок у забезпечення освітньої та дослідницької діяльності Київської Малої академії учнівської молоді.
2015 р. — Грамота Українського гідрометеорологічного центру за вагомий внесок у забезпечення методичного керівництва проведення гідрометеорологічних спостережень та спостережень за хімічним і радіоактивним забрудненням навколишнього середовища та з нагоди 160-річчя заснування.
2016 р. — Грамота Президії Національної академії наук України за багаторічну плідну співпрацю з Київською Малою академією учнівської молоді у справі виховання майбутньої наукової зміни.